# أوتزانو (إيطاليا)
أوتزانو هي كومونا (بلدية) في مقاطعة بيستويا بمنطقة توسكانا الإيطالية ، وتقع على بعد حوالي 45 كلم غرب فلورنسا وحوالي 15كلم جنوب غرب بستويا .
وتقع أوتزانو على حدود البلديات التالية: بوجيانو ، كييزينا أوزانيز ، بيسكيا ، بنتج بوجيان

## تاريخها
يعود أصل مستوطنة أوتزانو إلى الفترة اللومباردية ، وذكر ان تاريخ إستيطانها يعود إلى حوالي 1000 عام ، وعندما كانت قلعتها في حيازة عائلة نبيلة من لكة ، من سلالة لومبارد وهم سادة أوتزانو ومونتيشياري وفيفينايا.
وفي عام 1202م ، اكتسبت البلدية حكمها الذاتي، و مع ذلك ظلت تابعة للوكا. وفي القرن الرابع عشر ، كانت أوتزانو مثل غيرها من بلديات فالدينييفول ، تحت سيطرة فلورنسا ، التي انضمت للبقية لأجل توحيد إيطاليا ، ومن ثم أنشقت وأعيدت إلى ولاية لكة بسبب إنشاء مقاطعة بستويا (1928م). وفي عام 1963 ، تم فصل الجزء الجنوبي من أوتزانو لتشكيل بلدية كييزينا أوتزانيزي.

## المعالم السياحية
- كنيسة سانتي جاكوبو إي مارتن (القرنين 12-13).

تضم الكنيسة خط مياه مقدس روماني وخط معمودية ومنبر خشبي من القرن السادس عشر وتمثال من عصر النهضة ينسب إلى جيوفاني ديلا روبيا. وتشمل لوحات على جدران الكنيسة لمدرسة فلورنسا ولوحة جدارية من القرن الخامس عشر تنسب إلى نيري دي بيتشي.
- قصر الكابتن "Palazzo del Capitano" (القرنان الثالث والرابع عشر)

كان القصر في السابق مجلس البلدية اما الآن فهو يحتوي أرشيفات البلدية. ويحتوي على قاعة فيها لوحة جدارية من القرن الخامس عشر وهي عبارة عن مادونا وهي متوجه وطفل والقديسين جيمس ومارتن .
- خطابات مادونا ديل كانال وسانت أنتوني بادوفا من القرن السابع عشر.

## روابط خارجية
- الموقع الرسمي
- السياحة في اوزانو
- كومون دي أوزانو